# Club Deportivo Malilla
El Club Deportivo Malilla es un club de fútbol de Valencia. 

## Historia
El origen del Club Deportivo Malilla se remonta a julio de 1969, cuando un grupo de jóvenes, casi todos amigos del barrio valenciano que da nombre a la entidad, unidos por su pasión por el fútbol, decidió formalizar la inscripción oficial del club en el registro de la Federación de Fútbol de la Comunitat Valenciana.

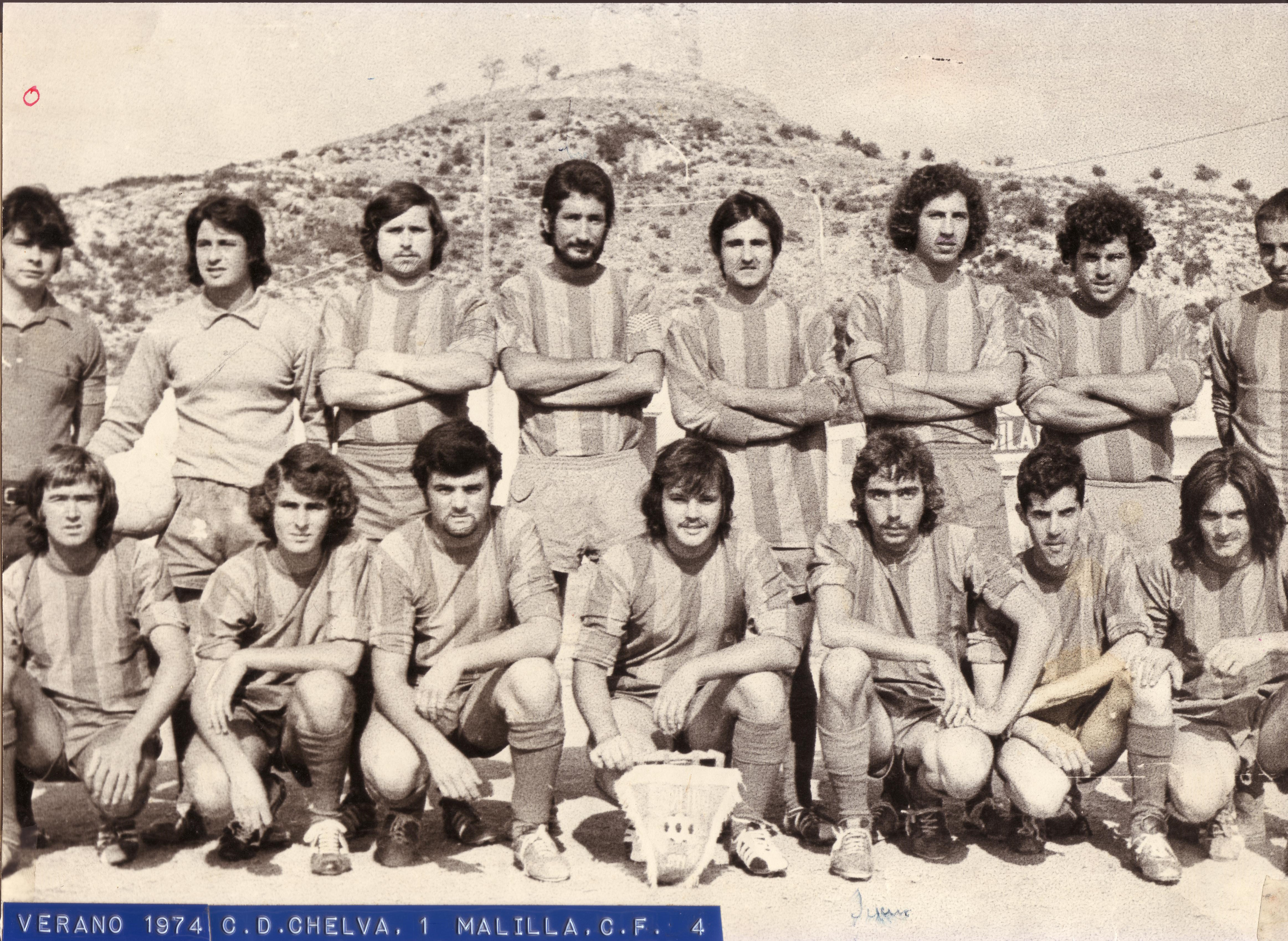
Partido del CD Malilla en Chelva, 1974

La primera equipación del club era: camiseta a rayas rojas y verdes, pantalón blanco y medias rojas. El equipo inicial estuvo compuesto por: Julián Caballero, Juan Miguel Cerdán, José Manuel Cerdán, Francisco Molina, Federico Martín, José Minguet, José Vicente Carot, Eugenio Madero, Ángel Corbalán, Francisco Peña, José Luis Molina, Rafael de Tena y Fernando Laparra, quien además fue el primer presidente del club.
Con el paso de los años, el CD Malilla ha crecido y evolucionado, destacando el liderazgo de los presidentes José Hernández y Juan Cerdán desde la década de los 80, y de destacados directivos en la supervivencia de la entidad, como Pedro Carot.
Desde el año 2012, el club gestiona el Campo Municipal de Fútbol-8 de Malilla, y desde 2019, también el de Fútbol-11, ambos campos son propiedad de la Fundación Deportiva Municipal del Ayuntamiento de Valencia. Además, el CD Malilla cuenta con un convenio de colaboración con el Valencia CF desde 2019, en el marco del proyecto Escoles VCF.
Desde el 7 de marzo de 2022, el presidente del club es Gonzalo Vicente Esteve, quien fue jugador de la entidad en los años 90, sustituyendo a Juan M. Cerdán. El director general del CD Malilla desde 2020 es Gabriel Salinas, y el director deportivo desde 2022, José Almiñana. El CD Malilla alcanzó la temporada 2023-2024 el estatus de uno de los clubes más grandes de la Comunitat Valenciana, siendo el 6º más grande de la Comunitat Valenciana y el 1º de la ciudad de Valencia.

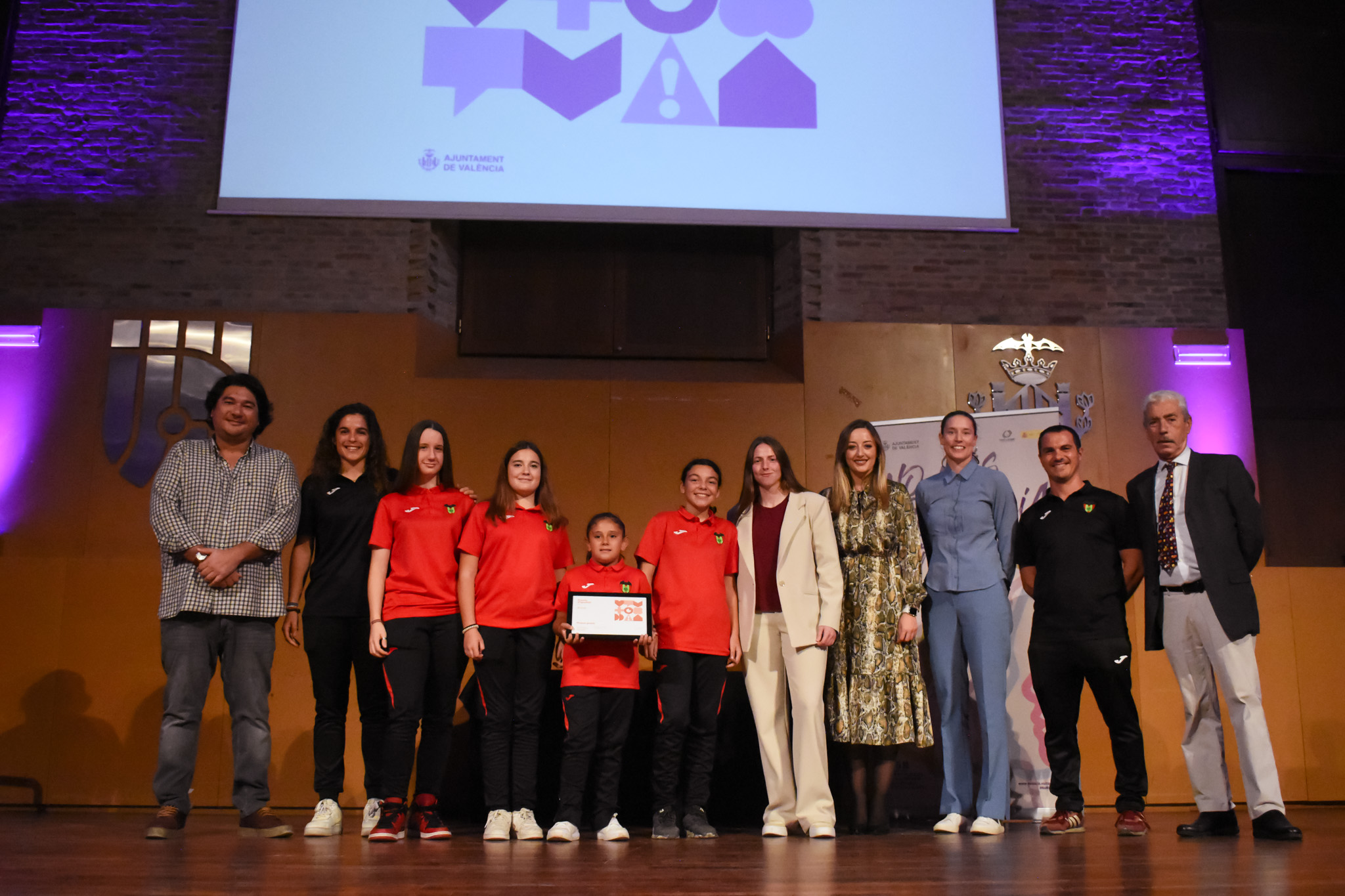
Premio Igualdad Valencia

## Premios
- Premio al Mérito de la Ciudad de Valencia (2019)
- Premio Valentía del Valencia CF (2023)
- Premio por la Igualdad del Ayuntamiento de Valencia (2023)[12]